# توت آب
توت آب یا واتر بِری (نام علمی: Syzygium cordatum) نام یک گونه از تیره موردیان است که درختی آبدوست و همیشه سبز از خانواده مورداست که حدود ۸ تا ۱۵ متر نیز ارتفاع دارد. این درخت اغلب در نزدیک نهرها، حاشیهٔ جنگل‌ها و مکان‌های باتلاقی یافت می‌شود.